# Golfo di Vasto
Il Golfo di Vasto o Golfo d’Oro è un'articolazione del Mare Adriatico meridionale situata in Abruzzo. 
Prende il nome dalla città di Vasto, che vi si affaccia; è compreso tra Punta Penna e il confine tra l'Abruzzo e il Molise.

## Descrizione
Il pizzo del golfo contiene il principale scalo commerciale della città, ossia il porto di Vasto, situato nella zona del vecchio porto, dove sorge la Torre di Punta Penna (XVI secolo), di vedetta contro le invasioni turche del '500. Sempre nella zona si trova il Faro di Punta Penna, ricostruito dopo che i tedeschi lo minarono del 1944, ed è alto 70 metri. Vi si trova anche la piccola chiesa di Santa Maria di Pennaluce, attorniata da casette popolari, abitate dai braccianti del porto. 
Altra sezione del golfo vastese è la frazione Marina, situata ai piedi della città vecchia, che vide negli anni '60 un forte sviluppo urbanistico per il turismo estivo. 

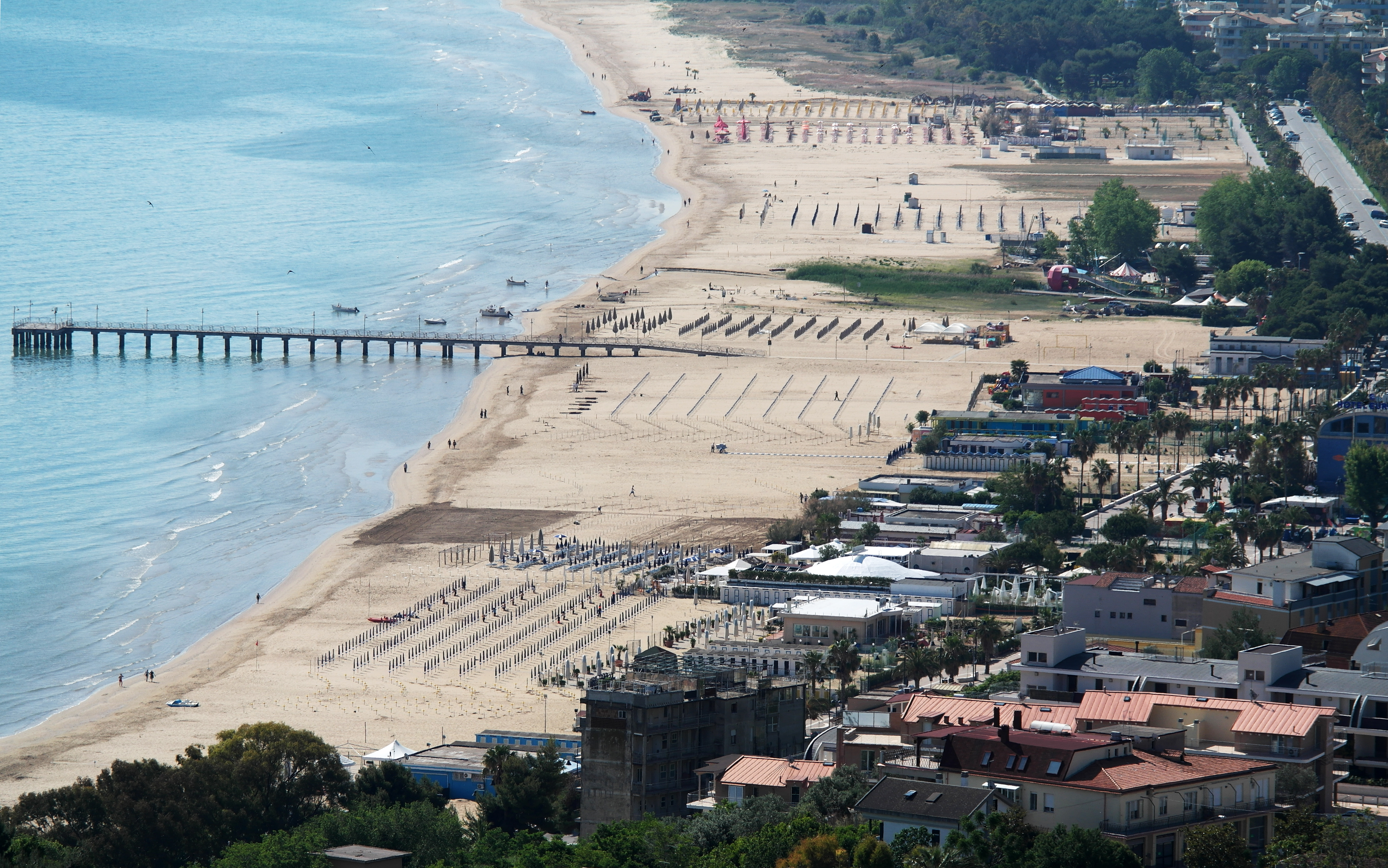
Panorama della Marina e il pontile

Inizialmente la Marina era sede di villette residenziali tardo ottocentesche come Villa Marchesani, che fu sede anche di in campo di concentramento nel 1940-43, la parrocchia era la neogotica chiesa di Stella Maris, edificata al posto di una precedente (1902). Negli anni 60 iniziò lungo la strada statale Adriatica lo sviluppo edilizio, continuato anche negli anni a seguire, e tutt'oggi in corso, fu riqualificato e allungato il lungomare Cordella, che si dirama verso San Salvo, divenendo lungomare Duca degli Abruzzi. Successivamente fu realizzato anche il centro anziani con ospedale incorporato, accanto alla nuova parrocchia di San Francesco. 
Fu realizzato il pontile turistico, e la scultura bronzea della Bagnante detta "la Sirenetta", opera di Aldo d'Adamo.
La gestione degli eventi culturali è affidata alla Comunità Golfo D'Oro di Vasto. Dal porticciolo partono navi per giri in zona, sul litorale.

## Galleria d'immagini

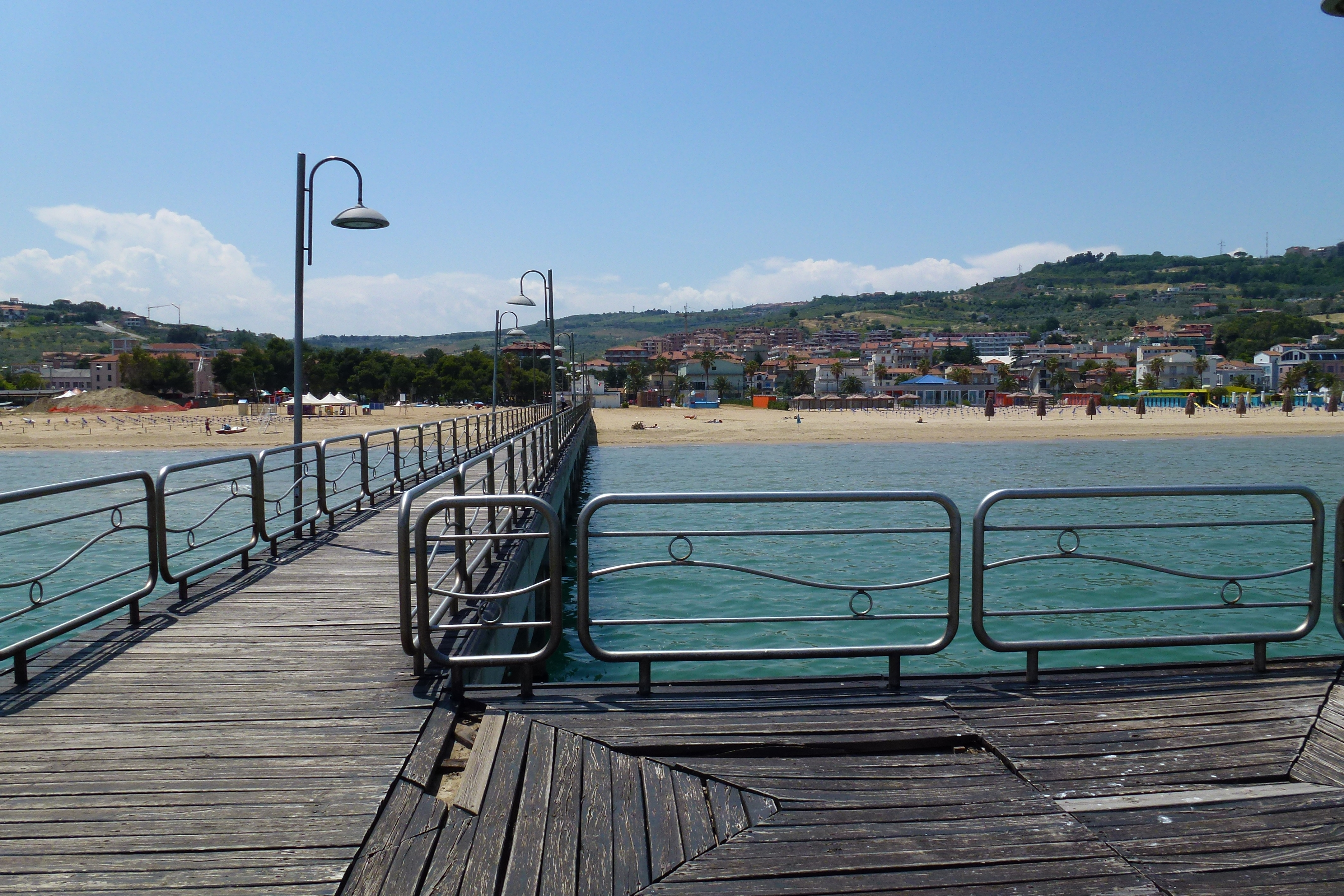
il pontile
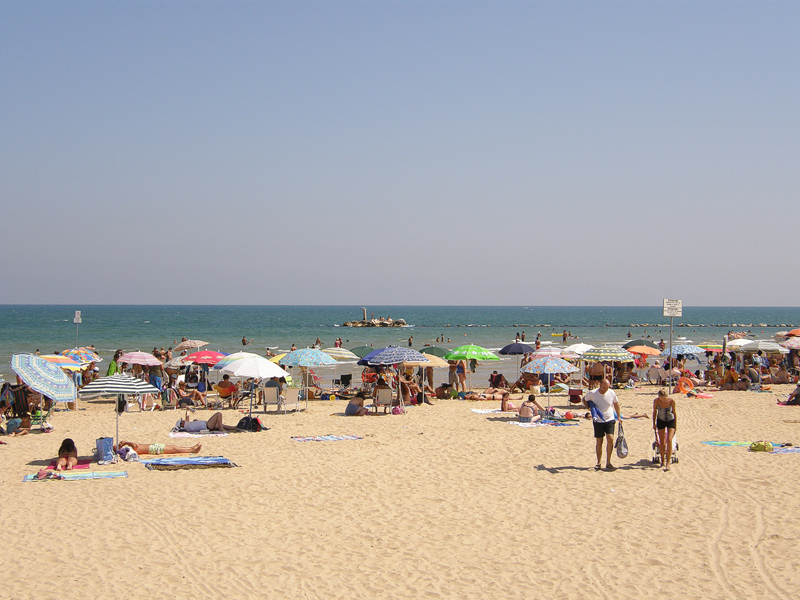
Spiaggia
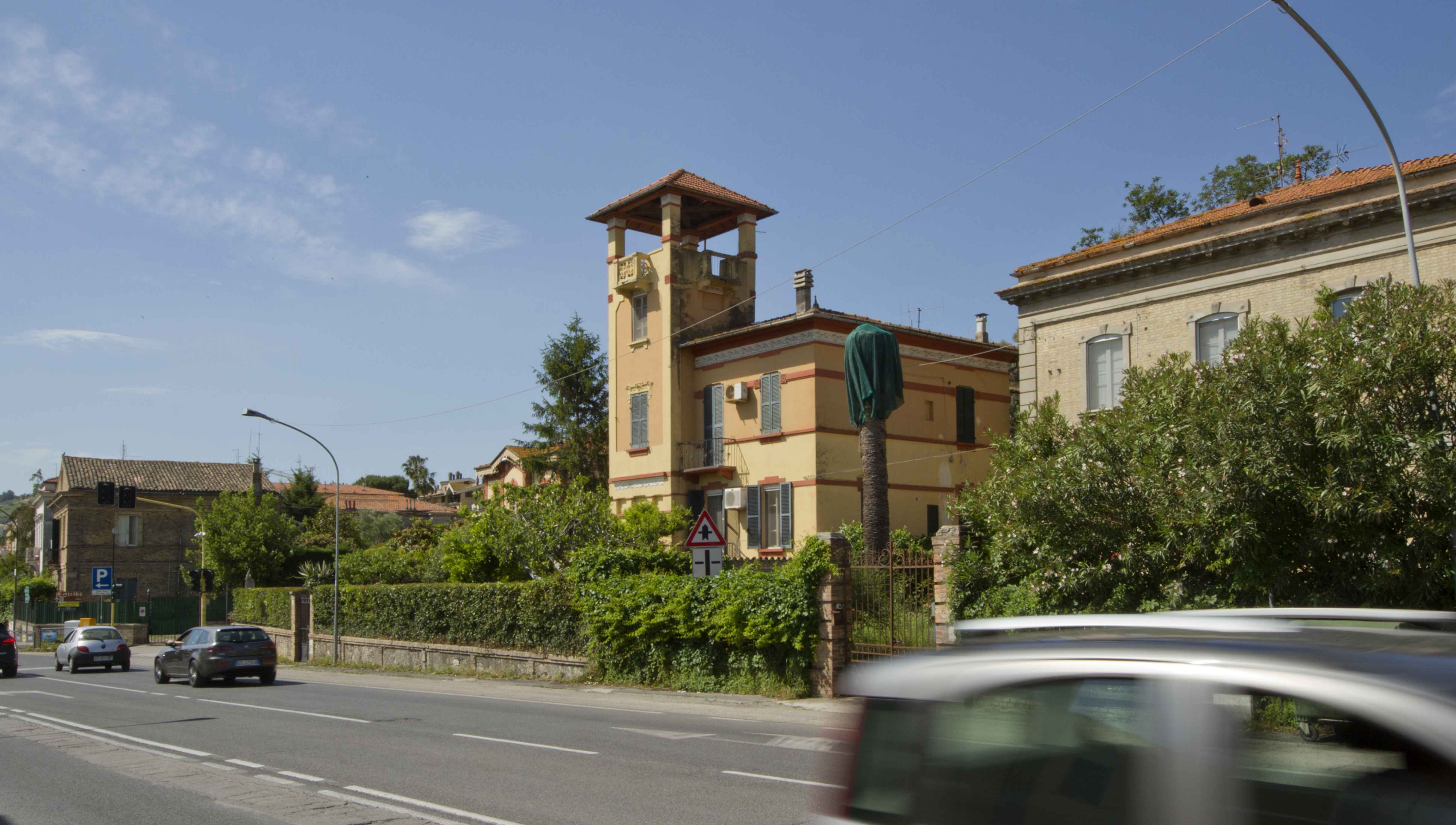
Villino Arctea
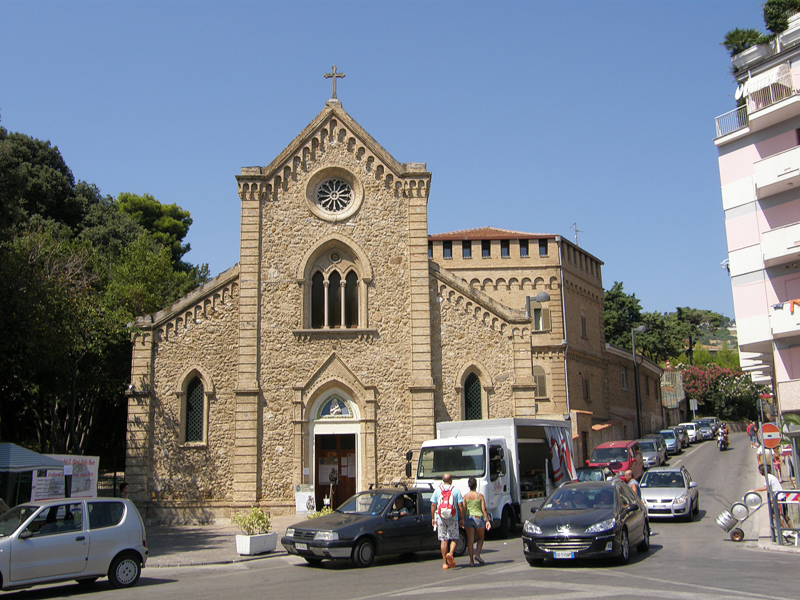
Chiesa di Santa Maria Stella Maris